# Neunundsiebzig
Die Neunundsiebzig (79) ist die ungerade natürliche Zahl zwischen 78 und 80.

## Mathematik
79 ist:
- die 22. Primzahl (zwischen 73 und 83)
- eine isolierte Primzahl ohne Primzahlzwilling.
- ein Primzahlencousin mit 83.
- eine Mirpzahl.
- Eine glückliche Primzahl.[1]
- Eine Zirkulare Primzahl.[2]
- eine Gaußsche Zahl.
- eine Higgs-Primzahl.[3]
- eine Permutierbare Primzahl. (97)
- eine Pillaische Primzahl.[4]
- die kleinste Zahl, die sich nicht als Summe von weniger als 19 vierten Potenzen darstellen lässt.

## Chemie
79 ist die Ordnungszahl von Gold.